# Alain Baroja
Alain Baroja Méndez (Caracas, 23 de octubre de 1989) es un futbolista venezolano que juega como portero en el Always Ready de la Primera División de Bolivia. Tiene ascendencia española por parte de sus padres que son españoles.

## Trayectoria

### Inicios
Estudió en el colegio San Ignacio de Loyola, donde desde el kinder, se desempeñaba como delantero. Por diversión, cogía la posición de guardameta en las ‘caimaneras‘, aunque esta información no es muy profesional para este contexto. Su buen desenvolvimiento, produjo que sus compañeros y sus entrenadores de la institución le sugirieran un definitivo cambio de posición. No fue hasta la edad de 10 años que efectuó un torneo internacional con su colegio en España, en el cual jugaba un tiempo como atacante y otro como guardameta. A pesar de una fuerte derrota por 14-0 ante las categorías inferiores del Real Madrid, al finalizar el partido, Vicente Del Bosque le saludó y le dijo que tenía futuro como arquero, produciendo así un rotundo cambio de posición.

### Caracas Fútbol Club
Empezó como arquero titular en el Caracas Fútbol Club "B" y ocasionalmente era convocado por el equipo mayor. En sus inicios era el tercer guardameta del equipo de primera división. Fue subcampeón de la Segunda División Venezolana 2009/10, por perder en la final contra Atlético Venezuela mediante los penaltis.

#### Cesión a Llaneros
Por la inexistencia de minutos, con el primer equipo, fue cedido al Llaneros de Guanare para la temporada 2011-2012. En el combinado de Guanare empezó a sumar muchos minutos y a salvar a su combinado en varias ocasiones. Debuta en primera división el 28 de agosto de 2011 contra el Yaracuyanos Fútbol Club y pierden 4-0. Dos jornadas después vuelve a jugar, ingresando al terreno de juego en el minuto 13 por lesión del arquero titular. A partir de ahí, Alain Baroja, se gana la titularidad, llegando a sumar en la primera categoría sus primeros 2597 minutos. Baroja agradece a la institución llanera por su evolución futbolística y personal que recibió de aquel equipo.

#### Vuelta a Caracas
El 21 de mayo el Caracas Fútbol Club confirma el regreso del guardameta, quien fue felicitado por el cuerpo técnico del conjunto caraqueño por sus buenas actuaciones con Llaneros. Vuelve a jugar con el Caracas en el partido de pretemporada contra el Atlético Venezuela el 15 de julio de 2012. El 29 de julio juega contra el Málaga C.F. en el Estadio Olímpico de la UCV, a casa llena, en el minuto 39 evita el 0-2 mediante un penalti atajado a Duda, este encuentro termina 2-2. En la primera jornada de la liga, disputa su primer partido oficial contra el Zamora Fútbol Club y salva a su equipo del empate en los minutos finales. Baroja se consolida como titular del equipo y ha jugado el resto de los partidos. Terminó su primer semestre como titular con diez goles encajados, siendo así el portero menos goleado del Torneo Apertura 2012. A pesar de la vuelta de Renny Vega al equipo avileño, Baroja consolida su titularidad en el Caracas disputando cinco partidos de Copa Libertadores y once del Torneo Clausura, de los cuales fueron mermados gracias a una lesión. Su equipo obtiene el cupo de repechaje a la siguiente Libertadores.
Tras la ida de Edgar Jiménez al Mineros de Guayana, Baroja es nombrado por Eduardo Saragó como el capitán del conjunto rojo. Asimismo, la ida de Vega al Real Esppor, lo deja con el espacio aún más libre en la portería. Nuevamente, el Caracas no logra alcanzar el torneo, sin embargo se consagra campeón de la Copa Venezuela 2013, tras ganarle 2-0 (global 3-2) al Deportivo Táchira en el Estadio Olímpico de la UCV, en donde alza el trofeo como capitán al frente de su público, obteniendo así el cupo a la Copa Sudamericana 2014. En enero, se anuncia la llegada de Miguel Mea Vitali, el cual releva a Alain como capitán. El Caracas no pasa de ronda ante el Club Atlético Lanús y cuaja una mala actuación en el Torneo Clausura 2014, en el cual no alcanzan el cupo al mayor torneo continental, luego de diez años.
Con pocos cambios en la plantilla, afrontan el nuevo Torneo Apertura 2014, el primer partido salen derrotados 0-1 ante el Estudiantes de Mérida, en un tanto que Baroja pudo hacer más. También Baroja disputa las dos rondas de la Copa Sudamericana contra el Inti Gas Deportes y el Deportivo Capiatá. En el partido de ida de la segunda ronda, concede un gol tras mal posicionamiento, error que ha sacudido a Alain en algunas ocasiones. En el torneo corto, alcanzan la tercera posición, en donde la jornada 16, Baroja sale sustituido por primera vez en su carrera debido a una lesión ante el Portuguesa. En el Torneo Clausura 2015 el Caracas se mantiene en carrera. El guardameta había mejorado considerablemente sus actuaciones tras la pifia en la derrota contra el Deportivo Lara el 8 de marzo. Llegan a la última jornada con posibilidades de coronarse en casa ante el Deportivo Táchira, quien también se disputaba el título. El rojo debía ganar y al aurinegro le bastaba con el empate; tras ir perdiendo 0-1, remontan y se colocan arriba en el 80'. Baroja cuajó tres excelentes tapadas en los últimos minutos, sin embargo en el descuento el Táchira marcó el empate por medio de Wilker Ángel. El guardameta salió entre lágrimas del encuentro y aplaudido por su público. Terminó siendo el portero menos goleado del campeonato, con 27 tantos.

### AEK Atenas
El 19 de julio de 2015 el AEK Atenas hace oficial el fichaje del guardameta venezolano tras su participación en Copa América. Baroja llegó cedido por una temporada con opción a ampliarlo por dos más.

### Institución Atlética Sud América
Fue cedido en un principio por el Caracas FC al Cádiz CF de la segunda división de España, sin embargo el club español acordó a su vez, la cesión del jugador caraqueño a las filas de la Institución Atlética Sud América (IASA), cuyo equipo hace vida en la máxima categoría del fútbol uruguayo. Tras haber cumplido con su préstamo, Baroja volvió al Caracas FC.

### Monagas SC
Tras haber regresado de su Préstamo en el Sud América de Uruguay al Caracas FC, es anunciado como nuevo refuerzo del Monagas SC, llegando en condición de préstamo hasta junio de 2018, convirtiéndose en un gran refuerzo para el Monagas SC de cara al Torneo Clausura 2017 y Copa Libertadores 2018. Participó el 27 de febrero de 2018, en el encuentro ante el Cerro Porteño de Paraguay en la primera fase de la Copa Libertadores 2018, donde el Monagas SC fue derrotado 2 a 0.

## Selección nacional
El arquero venezolano declara que el 1 de octubre le dieron la mejor noticia de su vida, porque cuando caminaba recibió una llamada telefónica del delegado de la Federación Venezolana de Fútbol, Alirio Granadillo, comunicándole que había sido convocado para el partido del 16 de octubre de las eliminatorias al Mundial contra Ecuador en el estadio José Antonio Anzoátegui, sin embargo, no jugó dicho partido. También fue convocado para el partido amistoso ante la Selección de fútbol de Nigeria y nuevamente no vio ningún minuto.
El 5 de febrero de 2015, finalmente debuta contra la Selección de fútbol de Honduras en San Pedro Sula, saliendo victorioso por 2:3. A la semana, disputa otro encuentro en Barinas contra el mismo rival, ganando otra vez 2 por 1. Alain, obtuvo críticas positivas sobre sus actuaciones y se abrió la interrogante entre la pugna por el puesto con Daniel Hernández Santos. El 31 de marzo, disputa el último partido de la doble fecha FIFA, en la victoria ante Perú 1-0, siendo este, el primer compromiso de la etapa de Noel Sanvicente con el arco en cero.
El 12 de mayo de 2015 es convocado a la Copa América 2015 junto a Hernández y su compañero de equipo, Wuilker Faríñez. En este torneo (donde Venezuela estuvo en el grupo C), Baroja es el portero titular del equipo nacional y en su primer partido logró terminar con el arco invicto ya que Venezuela empezó dando una sorpresa al derrotar a Colombia por el marcador de 1:0. En el siguiente partido, recibió un gol por parte de Claudio Pizarro en la derrota "Vinotinto" frente a Perú por 1:0. En el partido contra Brasil, de poco sirvieron las intervenciones de Baroja, cayerón 2:1 con goles de Thiago Silva y Roberto Firmino para así terminar su participación en la Copa América 2015

### Participaciones en Copa América
| Copa América      | Sede  | Resultado      | Partidos | GC |
| ----------------- | ----- | -------------- | -------- | -- |
| Copa América 2015 | Chile | Fase de grupos | 3        | 3  |

## Clubes
| Club                         | País      | Año       |
| ---------------------------- | --------- | --------- |
| Caracas F.C. B               | Venezuela | 2009-2011 |
| Llaneros de Guanare (Cesión) | Venezuela | 2011-2012 |
| Caracas                      | Venezuela | 2012-2015 |
| AEK Atenas (Cesión)          | Grecia    | 2015-2016 |
| Sud América (Cesión)         | Uruguay   | 2016-2017 |
| Monagas S. C. (Cesión)       | Venezuela | 2017-2018 |
| Carabobo                     | Venezuela | 2018-     |
| Caracas                      | Venezuela | 2019      |
| Delfín Sporting Club         | Ecuador   | 2020-2021 |
| Caracas                      | Venezuela | 2022-2023 |
| Always Ready                 | Bolivia   | 2024-Act. |

## Palmarés

### Campeonatos nacionales
| Título           | Club         | País      | Año  |
| ---------------- | ------------ | --------- | ---- |
| Copa de Grecia   | AEK Athenas  | Grecia    | 2016 |
| Torneo Apertura  | Monagas      | Venezuela | 2017 |
| Primera División | Monagas      | Venezuela | 2017 |
| Torneo Clausura  | Caracas F.C. | Venezuela | 2019 |
| Primera División | Caracas F.C. | Venezuela | 2019 |